# Tighassaline
Tighassaline (franska: Tighassaline (CR), Tighassaline (Commune Rurale), arabiska: أم الربيع) är en kommun i Marocko.   Den ligger i provinsen Khénifra och regionen Béni Mellal-Khénifra, i den nordöstra delen av landet, 190 km sydost om huvudstaden Rabat. Antalet invånare är 6 740.